# 百靈佳殷格翰動物保健
百靈佳殷格翰動物保健（英語：Boehringer Ingelheim Animal Health），舊名梅里亚（Merial），是總部位於法國的一家跨国动物保健公司。「台灣百靈佳殷格翰股份有限公司」與「台灣百靈佳殷格翰動物事業股份有限公司」是百靈佳殷格翰在台子公司，成立於1975年，迄今已逾48年。目前在台灣北、中、南共設有3個辦公室，員工近350人。

## 历史

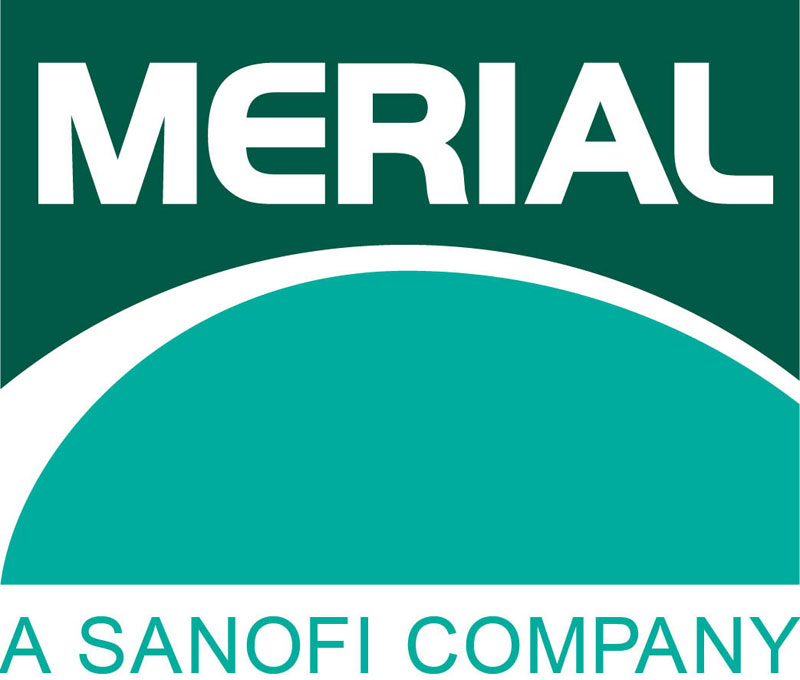
梅里亚時期商標

梅里亚成立于1997年，由美国默克制药公司和法國赛诺菲－安万特集团合资，主要生产动物药品及疫苗。梅里亚在150多个国家开展业务，全球约有5000名雇员。2007年，梅里亚的营业额近25亿美元。2017年1月被德国製藥公司百靈佳殷格翰（Boehringer Ingelheim）收购，更為現名。